# Léon Boëllmann
Léon Boëllmann (25. září 1862 – 11. října 1897) byl francouzský skladatel, známý především svými skladbami pro varhany. Jeho nejznámější skladbou je Suite gothique (1895), která je stálicí varhanního repertoáru, zejména její závěrečná tokáta.

## Život
Boëllmann se narodil v Ensisheimu (Haut-Rhin, Alsasko), jako syn lékárníka. V roce 1871, ve věku devíti let, vstoupil na École de Musique Classique et Religieuse (L'École Niedermeyer) v Paříži, kde studoval u jejího ředitele Gustava Lefèvrea a Eugèna Gigouta. Tam Boëllmann vyhrál první ceny v soutěžích ve hře na klavír a varhany (kontrapunkt, fuga, prosté písně a kompozice). Po promoci v roce 1881 byl Boëllmann najat jako „chórový vahraník“ v kostele svatého Vincence de Paul v 10. pařížském obvodu a o šest let později se stal kantorem a titulárním varhaníkem, kterým zůstal až do své brzké smrti, pravděpodobně na tuberkulózu.
V roce 1885 se Boëllmann oženil s Louisou, dcerou Gustava Lefèvrea a neteří Eugèna Gigouta, do jehož domu se pár přestěhoval (bezdětný Gigout si Boëllmanna osvojil). Boëllmann poté učil v Gigoutově škole hru na varhany a improvizaci.
Jako oblíbený Gigoutův žák se Boëllmann pohyboval v nejlepších kruzích francouzského hudebního světa, spřátelil se s mnoha umělci a mohl koncertovat jak v Paříži, tak v provinciích. Boëllmann se stal známým jako „oddaný učitel, okouzlující kritik, nadaný skladatel a úspěšný umělec... který ze vzdorovitých nástrojů vyluzoval příjemné zvuky“. Boëllmann také psal hudební kritiku pro L'Art musical pod pseudonymem „le Révérend Père Léon“ a „un Garçon ze Salle Pleyel“.
Boëllmann zemřel v roce 1897 ve věku pouhých 35 let. Po smrti jeho manželky v následujícím roce Gigout vychoval jejich tři sirotky, z nichž se Marie-Louise Boëllmann-Gigout (1891–1977) stala známou varhanní učitelkou.

## Dílo
Za šestnáct let svého profesního života složil Boëllmann asi 160 skladeb všech žánrů. Věrný stylu Césara Francka a jako obdivovatel Saint-Saënse vykazuje Boëllmann ve svém díle postromantickou estetiku konce 20. století, která se zejména v jeho varhanních kusech projevuje "pozoruhodnou zvučností". Jeho nejznámější skladbou je Suite gothique (1895), dnes stálice varhanního repertoáru, zejména její závěrečná Toccata, skladba „střední obtížnosti, ale brilantního účinku“, s dramatickým vedlejším tématem a rytmickým důrazem, díky kterému se stala populární už v Boëllmannově době. Boëllmann také psal moteta a umělecké písně, díla pro klavír, jednu symfonii,  díla pro violoncello, orchestr a varhany a také sonátu pro violoncello (věnovanou Julesi Delsartovi) a další komorní díla.

## Seznam skladeb

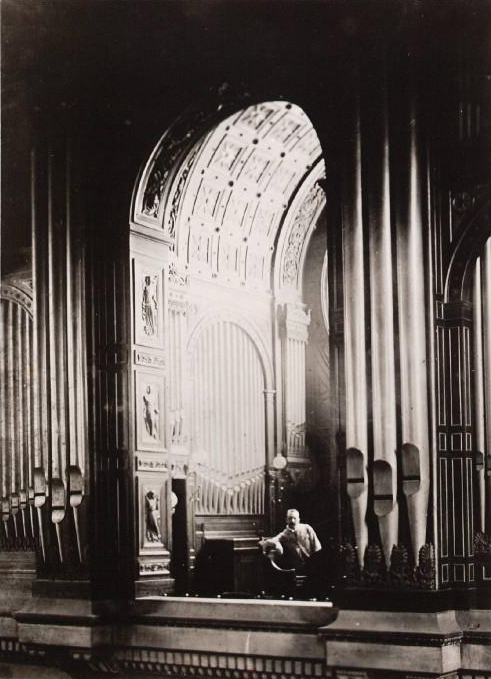
Léon Boëllmann u varhan v kostele Saint-Vincent-de-Paul v Paříži

### Varhany
- Douze pièces, op. 16 (1890)
- Suite gothique, op. 25 (1895)
- Suita Deuxième, op. 27 (1896)
- Les Heures mystiques, op. 29/30 (1896)
- Ronde française, op. 37 (arr. Choisnel)
- Offertoire sur les Noëls
- Fantaisie

### Klavír
- Valse, op. 8
- Deuxième valse, op. 14
- Aubade, op. 15 č. 1
- Feuillet d'album, op. 15 č. 3
- 2e Impromptu, op. 15 č. 4
- Improvizace, op. 28
- Nocturne, op. 36
- Ronde française, op. 37
- Gavotte
- Prélude & fugue
- Scherzo-Caprice

### Komorní hudba
- Klavírní kvartet f moll, op. 10
- Klavírní trio G dur, op. 19
- Sonáta pro violoncello a klavír a moll, op. 40
- Suita pro violoncello a klavír, op. 6 [9]
- 2 kusy pro violoncello a klavír, op. 31 [10]
- Kus pro violoncello a klavír [11]

### Písně
- Conte d'amour, op. 26 (3 melodie)

### Orchestr
- Fantaisie dialoguée, op. 35, pro varhany a orchestr
- Intermezzo, pro orchestr
- Ma bien aimée, pro zpěv a orchestr
- Rondel, pro malý orchestr
- Scènes du Moyen-Âge, pro orchestr
- Symfonie F dur, op. 24
- Variace symfonií, op. 23, pro violoncello a orchestr

## Vybrané nahrávky
- Suite gothique, op. 25, Suita Deuxième, op. 27, Offertoire sur des noëls, Carillon et Choral des Douze Pièces Op. 16, Deux esquisses, Fantaisie, Heures mystiques (úryvky), op. 29 & 30, Helga Schauerte-Maubouet, Kuhnovy varhany v Mindenské katedrále, Německo: Syrius SYR 141374.